# Червени Камень (округ Ілава)
Червени Камень (словац. Červený Kameň (okres Ilava), угор. Vöröskő) — село, громада в окрузі Ілава, Тренчинський край, Словаччина. Кадастрова площа громади — 32,583 км². Населення — 681 особа (за оцінкою на 31 грудня 2017 р.).

## Історія
Перша згадка 1354 року.

## Географія
Знаходиться за ~13 км на північ-північний захід від адмінцентра округу міста Ілава.
Водойма — Товарски поток.

## Населення
| Рік:            | 1994. | 2004.   | 2014.   | 2024.   |
| --------------- | ----- | ------- | ------- | ------- |
| Кількість осіб: | 807   | 757     | 689     | 639     |
| Різниця:        |       | -6,19 % | -8,98 % | -7,25 % |

| Рік:            | 2023. | 2024.   |
| --------------- | ----- | ------- |
| Кількість осіб: | 637   | 639     |
| Різниця:        |       | +0,31 % |